# Gérard Chasseguet
Gérard Chasseguet, né le 11 mars 1930 à La Chartre-sur-le-Loir (Sarthe) et mort le 10 juillet 2025 à Château-du-Loir, est un homme politique français.

## Biographie
Il est signataire de l'« appel des 43 » en faveur d'une candidature de Valéry Giscard d'Estaing à l'élection présidentielle de 1974.
Gérard Chasseguet meurt le 10 juillet 2025 à l'âge de 95 ans.

## Détail des fonctions et des mandats
Mandats locaux
- 1975 - 1977 : Maire de Sillé-le-Guillaume
- 1977 - 1983 : Maire de Sillé-le-Guillaume
- 1983 - 1988 : Maire de Sillé-le-Guillaume
- 1995 - 2001 : Maire de Dissay-sous-Courcillon
- 2008 - 2014 : Maire de Dissay-sous-Courcillon
- 1976 - 1982 : Conseiller général du canton de Sillé-le-Guillaume
- 1982 - 1988 : Conseiller général du canton de Sillé-le-Guillaume

Mandats parlementaires
- 11 mars 1973 - 2 avril 1978 : Député de la 1re circonscription de la Sarthe
- 12 mars 1978 - 22 mai 1981 : Député de la 1re circonscription de la Sarthe
- 21 juin 1981 - 1er avril 1986 : Député de la 1re circonscription de la Sarthe
- 16 mars 1986 - 14 mai 1988 : Député de la Sarthe
- 12 juin 1988 - 1er avril 1993 : Député de la 1re circonscription de la Sarthe